# 塞尔河 (瓦兹河支流)
塞爾河（法語：Serre，法語發音：[sɛʁ] ⓘ）是法國的河流，位於該國北部，屬於瓦兹河的支流，河道全長96公里，發源自拉费雷，流經蒙科尔内、马尔勒和塞尔河畔克雷西，河口處在达尼济。